# Österreichische Systematik für Öffentliche Bibliotheken
Die Österreichische Systematik für Öffentliche Bibliotheken (ÖSÖB) ist die in Österreichs öffentlichen Bibliotheken am weitesten verbreitete Systematik. Sie dient der systematischen Aufstellung und Katalogisierung von Sachliteratur, Belletristik sowie Kinder- und Jugendliteratur. Sie geht ursprünglich auf eine Anfang des 20. Jahrhunderts in deutschen Freihandbibliotheken der Neuen Bücherhallenbewegung verwendete Gliederung zurück. 1949 wurde sie vom Verband österreichischer Volksbüchereien – dem Vorläufer des Büchereiverbands Österreichs (BVÖ) – in modifizierter Form für die Anwendung in Österreich empfohlen und wird heute von mehr als 80 % der öffentlichen Bibliotheken in Österreich benutzt. Die ÖSÖB ist daher in Österreich noch dominierender als in Deutschland die Allgemeine Systematik für Öffentliche Bibliotheken (ASB). In der größten öffentlichen Bibliothek Österreichs, der Hauptbücherei der Büchereien Wien, kommt eine Variante der ÖSÖB zur Anwendung.
2001–2004 wurde die ÖSÖB vollständig überarbeitet und aktualisiert. Die 2., ebenfalls überarbeitete und um die Beschlagwortung der Kinder- und Jugendmedien erweiterte Auflage der ÖSÖB erschien 2012 in 2 Bänden. An der Pflege und Weiterentwicklung sind auch Anwenderbibliotheken der ÖSÖB beteiligt. Die Redaktion der ÖSÖB liegt beim Büchereiverband Österreichs.

## Charakterisierung der ÖSÖB
Bei der ÖSÖB handelt es sich um eine monohierarchisch aufgebaute Systematik, deren Notationen aus Buchstaben gebildet werden. Die oberste Hierarchieebene umfasst 15 Gruppen, die nach sachlichen, formalen und leserpsychologischen Kriterien bis zu einer Gliederungstiefe von 5 Buchstaben weiter unterteilt werden.
Die verbale Definition der einzelnen Klassen geschieht durch den Systematiknamen (er dient der kurzen, prägnanten Charakterisierung der Systematikgruppe und wird für die Regalbeschriftung, die Buchstützenschilder und die Bezeichnung im OPAC benötigt), durch Erläuterungen (sie enthalten zusätzliche, frei formulierte Angaben zum Begriffsumfang der Systematikgruppe, die im Systematiknamen selbst nicht untergebracht werden können), durch Verweisungen (sie weisen auf ähnliche Inhalte hin, die in der Systematik aber an anderer Stelle eingeordnet sind und machen somit – durch das strenge monohierarchische Ordnungsprinzip hindurch – Querverbindungen der miteinander verflochtenen Wissensgebiete sichtbar), sowie durch Schlagwörter bzw. Schlagwortketten (sie ermöglichen den punktuellen Zugriff auf ein Themengebiet).
Ein besonderer Vorteil der ÖSÖB ist ihre freie Verfügbarkeit im Internet. Neben dieser Online-Version steht auf der Seite des Büchereiverbands Österreichs (BVÖ) auch eine Anwenderberatung zur Verfügung, die umfangreiche allgemeine Informationen zur Systematik bietet und als Kontaktstelle für Anwenderbibliotheken dient.

## Die Hauptgruppen der Systematik
- A – Allgemeines
- B – Biographisches
- D – Belletristik
- E – Reisen, regionale Geographie, Landeskunde
- F – Fremdsprachige Schriften
- G – Geschichte. Gesellschaft. Politik. Medien. Recht. Wirtschaft
- J – Kinder- und Jugendmedien
- K – Kunst. Musik. Film. Theater. Tanz
- N – Naturwissenschaften. Landwirtschaft. Medizin. Mathematik. Technik
- P – Buch-, Bibliotheks-, Dokumentations- und Informationswesen. Philosophie. Sprache. Literatur. Pädagogik. Psychologie. Religion
- S – Spiele
- T – CDs, CD-Roms, Videos, DVDs, DVD-Roms, E-Medien
- V – Freizeit, Spiele, Hobbys. Haushalt, Kochen, Wohnen. Sport
- W – Internetressourcen
- Z – Zeitschriften[1]

## Beispiel
- Systematiknotation: NK.VV
- Systematikname: Medizinen einzelner Kulturen
- Erläuterungen: Hier auch: Gesamtdarstellungen der Traditionellen Chinesischen Medizin
- Verweisungen:
  - Akupunktur siehe NK.VPA
  - Akupressur, Shiatsu siehe NK.VPP
  - Reflexzonenmassage siehe NK.VPR
- Schlagwörter:
  - Chinesische Medizin / Gesamtdarstellung
  - Ethnomedizin
  - Indianer / Volksmedizin
  - Medizin / Volksmedizin / Gesamtdarstellung
  - TCM / Gesamtdarstellung
  - Tibetische Medizin / Gesamtdarstellung
  - Traditionelle Chinesische Medizin / Gesamtdarstellung
  - Volksmedizin / Einzelne Kulturen / Gesamtdarstellung